# Zombies Ate My Neighbors
Zombies Ate My Neighbors (известна как просто Zombies в Европе) — видеоигра в жанре «беги и стреляй» (англ. «run and gun»), аркада для одного или двух игроков, пародирующая практически все известные штампы голливудских фильмов ужасов до 1990-х годов.

## Юмор
Игра содержит много юмора, высмеивающего фильмы ужасов. Это касается не только врагов и локаций, но и оружия и экипировки героев (см. ниже). Также сам мультипликационный стиль игры переполнен шутками (например, чего стоит выражение лица сурового солдата, увидевшего приближение монстров).

## Игровой процесс
Цель игры — найти и спасти всех соседей, прежде чем до них доберутся зомби и прочая нечисть. После того как последний сосед будет спасён, прямо из воздуха материализуется дверь с выходом на следующий уровень. Если какой-нибудь сосед будет убит монстрами, то в следующем уровне соседей будет на одного меньше. При успешном спасении всех жертв в течение нескольких последующих уровней, их число вновь увеличится. Если игрок не успел никого спасти, то экран заливает кровью и игра заканчивается.
Всего в игре 55 уровней (48 основных и 7 бонусных).
Оружие и предметы выбираются и используются игроком только по его усмотрению (исключение — гамбургер, что сразу же восстанавливает часть здоровья).
Радар (в версии для SNES может отключаться) показывает положение ближайших живых соседей.
Мародёрство — одно из основных занятий в игре, наравне с истреблением нечисти. Обшаривать брошенные дома и квартиры, рыться в чужих шкафах, ящиках и тумбочках жизненно необходимо для получения полезных вещей и нового оружия. Также, по мере продвижения, игроку придётся рыться ещё и в мусорных баках, амфорах, сундуках и кучах песка.
Помимо обычного перемещения по локациям, игроку предоставлена возможность и для других способов передвижения:
- Батут — прыжки на батуте нужны для преодоления преград;
- Водоём — плавание под водой делает невозможным использование предметов или оружия.

Главными героями игры являются подростки Зик и Джулия. Хотя нигде в игре имена героев не упоминаются, в продолжении Ghoul Patrol (вышедшем только на Super Nintendo в 1994 году) присутствуют и сюжет, и имена персонажей, перекочевавших из оригинальных Zombies Ate My Neighbors.
Разницы между Зиком и Джулией, кроме имён, внешности и пола, нет.
Антигероем в игре является некий Доктор Тонг — пожилой очкарик в белом халате, время от времени попадающийся героям по ходу игры. Доктор всё время пьёт разные зелья, результатом чего чаще всего является его телепортация в Неизвестное (бывает, что после этого на полу остаётся колба с красным напитком), но иногда доктор мутирует в довольно опасные формы жизни. Существуют подозрения, что именно он виноват во всеобщем хаосе и в том, что киношные монстры наводнили мир.

## Сиквел
Сиквел под названием Ghoul Patrol был выпущен в 1994 году на SNES.